# Livello di rumore di calpestio normalizzato
Il livello di rumore di calpestio normalizzato Ln è il requisito acustico che caratterizza il comportamento di pavimenti e solai nei confronti dei rumori impattivi (pioggia e grandine per solai di copertura, calpestio per le terrazze) ed esprime il livello di rumore indotto nell'ambiente sottostante.